# Castell de les Sitges
El Castell de les Sitges és un castell d'estil romànic i gòtic del nucli de les Sitges, al municipi de Torrefeta i Florejacs, a la Segarra. És un monument declarat Bé Cultural d'Interès Nacional.
A la dècada del 2010 el castell es presenta al públic amb regularitat, per primera vegada en deu segles d'història, amb vocació d'esdevenir nucli de promoció d'esdeveniments culturals, lúdics i socials.

## Història
El lloc de les Sitges és esmentat des del 1025. La seva situació estratègica, dominant la vall del Llobregós, el feu protagonista a l'Alta Edat Mitjana de les lluites dels cristians en el seu lent avançar cap a les terres de la Hispània musulmana. El castell de les Sitges està documentat com a «castrum de Ciges» a partir de l'any 1116, any en què Pere Ponç abans d'anar al Sant Sepulcre, feu testament i el deixà al seu fill Arnau.
El terme de les Sitges estigué inclòs dins la baronia de Florejacs i, per aquesta raó el castell ve referit vinculat al proper «castrum Floriaci» (castell de Florejacs) en un document de donació a la canònica d'Urgell, per part de Pere Ponç, vescomte de Cabrera i gendre d'Arnau, de l'any 1100. La seva història és fins a cert punt paral·lela a la del castell de Florejacs car també va passar successivament del domini dels Alemany de Cervelló, senyors de Guimerà, a la darreria del segle xiii, i va anar a parar finalment als Ribera, als quals confiscà el domini el rei Felip V a la fi de la Guerra de Successió per haver-se declarat partidaris de Carles d'Àustria.
Des d'aleshores, el castell s'ha mantingut en mans de la mateixa nissaga familiar, tot i que sota diferents títols. Així, famílies com els Alemany de Cervelló, els Josa, (segles xiv i xv. El 1445 era de Ramon Guillem de Josa), els Cortit (1571), els Bartomeu (1574), els Bartomeu (1574), els Agulló de Pinós (1613) i, darrerament, els Ribera (1625). Després de la guerra de Successió, la fortalesa, com a part integrant de la baronia de Florejacs, fou confiscada, tot i que retornà als Ribera el 1725. A mitjan segle xviii pertanyia als marquesos de Gironella, que en van mantenir el domini jurisdiccional fins a la fi de l'Antic Règim.

## Descripció

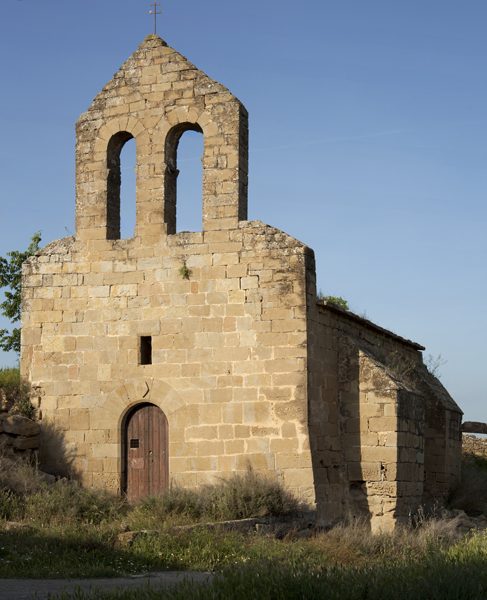
Sant Pere del Castell de Sitges

### Exterior
El castell està constituït per una torre de planta quadrangular envoltada per una muralla que tanca un recinte amb la mateixa forma. La torre d'homenatge és un element notable. Construïda vers el segle xiii fa més de 20 m d'alçada i encara conserva l'obertura corresponent a l'antiga porta d'accés, situada a uns 8 m d'alçada. La superfície interior ha estat progressivament ocupada per diferents edificacions, ocupant tot el pati que originàriament hi havia.
Exteriorment, exhibeix una aparença guerrera, donada per dos elements principals: la magnífica torre mestra, rematada per merlets, i la murallada atalussada, que conserva diverses espitlleres, merlets amb permòdols i restes d'un matacà sobre la porta principal.
La porta d'accés a l'interior del recinte s'obre a la façana sud, és de mig punt adovellat, i ve precedida per unes escales modernes. A la seva dreta hi ha dos contraforts, i a l'esquerra n'hi ha un altre on hi ha una finestra amb reixa. A la planta següent hi ha quatre finestres. A la façana oest, hi ha tres finestres que donen al segon pis, a la planta següent, hi ha dues finestres a cada lateral, i al centre hi ha dos obertures d'arc ogival, separades per un pilar.
A la façana nord, hi ha diverses petites obertures repartides per la façana. A la façana est, hi ha un ample contrafort a la planta baixa, a la dreta hi ha una finestra. A la planta següent hi ha quatre finestres i una porta al centre. A la planta següent, hi ha tres finestres. L'element més antic que conserva és la torre, feta amb carreus rectangulars ben alineats en filades; fa uns 20 metres d'alçada i consta de tres pisos i terrassa.

### Interior
L'interior ens revela un seguit d'àmbits senyorials que el fan un model prototípic del castell-palau gòtic. La seva estructura s'organitza a partir del pati central i gira entorn de la torre mestra, que conserva -a vuit metres del terra- la porta primitiva d'accés. A la planta baixa, hi trobem els cellers, la tàvega -o masmorra- i els espais destinats a cuina, forn i cavallerisses.
El primer pis està ocupat per la sala noble, dotada d'una gran llar de foc i oberta al sud per uns finestrals renaixentistes amb festejadors. Al segon pis, on hi havia l'antic pas de ronda, s'hi emplaça una terrassa oberta a migdia, tancada al sud pels merlets i el matacà de la muralla. A l'interior, trobem la porta romànica d'accés a la torre i l'escala que permet pujar al capdamunt, on es gaudeix d'una magnífica vista sobre la plana de Lleida.

### Església
Sant Pere del Castell de les Sitges és l'església pròxima al castell. És un monument protegit i inventariat dins el Patrimoni Arquitectònic Català.